# Барон Гамильтон Дальзеллский
Барон Гамильтон Дальзеллский из графства Ланаркшир — наследственный титул в системе Пэрства Соединённого королевства. Он был создан 14 августа 1886 года для либерального политика Джона Гамильтона (1829—1900). Ранее он заседал в Палате общин от Фолкирка (1857—1859) и Южного Ланаркшира (1868—1874, 1880—1886), а также занимал должность лорда-в-ожидании в правительстве Уильяма Гладстона (1892—1894). Его старший сын, Гэвин Джордж Гамильтон, 2-й барон Гамильтон Дальзеллский (1872—1952), также был лордом-в-ожидании в администрациях Генри Кэмпбелла-Баннермана и Герберта Генри Асквита (1905—1911), а также служил лордом-лейтенантом Ланаркшира (1938—1952). Его племянник, Джон д’Энен Гамильтон, 3-й барон Гамильтон Дальзеллский (1911—1990), был лордом-лейтенантом Суррея (1973—1986). 
По состоянию на 2025 год носителем титула являлся его внук, Гэвин Гоулберн Гамильтон, 5-й барон Гамильтон Дальзеллский (род. 1968), который стал преемником своего отца в 2006 году.
Историческая резиденция — Дальзелл-хаус в Мотеруэлле в графстве Ланаркшир, который был продан в 1952 году. Третий барон Гамильтон Дальзеллский проживал в замке Бекингтон в графстве Сомерсет.
В 1980 году Джеймс Гамильтон, который позднее стал 4-м бароном, унаследовал поместье Эпли-холл (8500 акров) в графстве Шропшир и поместье Бичворт в графстве Суррей после смерти своего двоюродного брата, генерал-майора Эдварда Генри Гоулберна (1903—1980). Барон Джеймс Гамильтон и его семья жили в Бичворте с начала 1970-х годов. Поместье Бичворт является главной резиденцией семьи.
Консервативный политик Арчи Гамильтон, барон Гамильтон из Эпсома (род. 1941), второй сын 3-го барона Гамильтона Дальзеллского. Депутат Палаты общин от Эпсома и Юэлла (1978—2001), министр вооруженных сил (1988—1993).

## Бароны Гамильтон Дальзеллские (1886)
- 1886—1900: Джон Картер Гленкейрн Гамильтон, 1-й барон Гамильтон Дальзеллский (16 ноября 1829 — 15 октября 1900), единственный сын Арчибальда Джеймса Гамильтона (1793—1834)[1]
- 1900—1952: Гэвин Джордж Гамильтон, 2-й барон Гамильтон Дальзеллский (20 июня 1872 — 23 июня 1952), второй сын предыдущего[2]
- 1952—1990: Джон Гамильтон, 3-й барон Гамильтон Дальзеллский (1 мая 1911 — 31 января 1990), единственный сын майора достопочтенного Лесли д’Энена Гамильтона (1873—1914), племянник предыдущего[3]
- 1990—2006: Джеймс Лесли Гамильтон, 4-й барон Гамильтон Дальзеллский (11 февраля 1938 — 28 сентября 2006), старший сын предыдущего[4]
- 2006 — настоящее время: Гэвин Гоулберн Гамильтон, 5-й барон Гамильтон Дальзеллский (род. 8 октября 1968), старший сын предыдущего[5]
  - Наследник титула: достопочтенный Фрэнсис Александр Джеймс Гоулберн Гамильтон (род. 20 октября 2009), единственный сын предыдущего[6].